# Philippe Pozzo di Borgo
Philippe Pozzo Di Borgo (Tunisi, 14 febbraio 1951 – Marrakech, 1º giugno 2023) è stato un nobile, imprenditore e scrittore francese.

## Biografia
Nacque da famiglia aristocratica di origini corse, figlio cadetto del quinto duca Pozzo di Borgo. Nel 1993 era un imprenditore di successo, dirigente di un'azienda vinicola, quando ebbe un incidente in parapendio che lo lasciò paralizzato dal collo in giù. Divenuto dunque tetraplegico, entrò in depressione dopo aver perso la moglie, con la quale aveva adottato due bambini. 
Scrisse un'autobiografia, Il diavolo custode, da cui nel 2011 fu tratto un film di grandissimo successo, Quasi amici, campione di incassi in Francia. Per diversi anni Philippe Pozzo Di Borgo venne accudito da un ex galeotto algerino (il "diavolo custode" appunto) divenuto poi uno dei suoi migliori amici nonostante alcuni iniziali contrasti. 
Si batté per i diritti dei disabili, ma al tempo stesso si dichiarò contrario all'eutanasia.
Pozzo Di Borgo trovò anche una nuova compagna, che infine sposò: da lei ebbe due figli. La coppia rimase unita fino alla morte dell'uomo, avvenuta nel 2023 in Marocco.